# エイドリアン・モス
Adrian Moss（エイドリアン・モス、1981年12月14日 - ）は、アメリカ合衆国テキサス州ヒューストン出身のバスケットボール選手である。ポジションはフォワード/センター。

## 来歴
フロリダ大学では2006年にNCAAトーナメントで優勝した。彼はチームの主力ではなく、ジョアキム・ノア、アル・ホーフォード、クリス・リチャードの控えとしてローテーションで起用された選手である。同大学を卒業後、8ヶ国でプレーした。
2012年夏、フランスプロBリーグのEESM Le Portelと1年契約を結んだ。
2013年、bjリーグのバンビシャス奈良に入団した。2013-14シーズンの50試合に出場し、1試合9.5得点。
2014年9月、新潟アルビレックスBBに移籍。10月20日に契約満了で退団。6試合に出場し、1試合5得点。その後仙台に加入した。

## 人物
目標とする選手は、ホーレス・グラントである。